# Koš
Koš (košara, košarica, korpa, sepet) je rešetkasta posuda. Tradicionalno se izrađuje preplitanjem tankih traka različitog vlaknastog materijala. Zanat za izradu koševa naziva se košaraštvo.
Osnovni oblik imenice je „koš“ i od njega potiču drugi nazivi (i u drugim oblastima).

## Materijal
Zavisno od podneblja, materijali za izradu su vrlo različiti: šiblje, rogoz, slama, trava, trska, bambus, ratan, palme itd. U novije vreme košare se izrađuju od žice i plastike.
Najčešće korišćeni materijali za izradu većih koševa su šibe od pletarske vrbe, leske i od vinove loze, te slama i rogozina za manje košare i košarice.

## Vrste
Košara, košarica, koška, korpa i sepet su verzije i/ili drugi nazivi za koš, zavisno od veličine i područja na kome se proizvode i koriste.
- Koš je obično većih dimenzija, izrađen od debljih šiba vrbe, leske ili vinove loze. Služi kod branja, za nošenje i čuvanje raznih poljoprivrednih i drugih proizvoda (kukuruza, krompira, grožđa, jabuka, šljiva, ogrevnog drva...)
- Košara je najčešće korišćeni sinonim za koš, ali se u stvari košara i koš razlikuju po veličini i materijalu za izradu. Materijal za izradu košara je raznovrstan, zavisno od namene. Tako se u poljoprivredi koriste napred nabrojani prirodni materijali, pleteni na tradicionalan način. Ponegde u domaćinstvima i kancelarijama, za odlaganje otpada još uvek se koriste tradicionalne košare, ali su većim delom, kao i na drugim mestima (javne površine, trgovine, bolnice, restorani itd.), zamenjene praktičnijim materijalima - plastikom, žicom ili metalnom mrežom.
Izuzetno, košare mogu biti i većih dimenzija, kao što je na primer košara ("gondola") kod balona.
- Košarica je manja košara, izrađena od tanjih materijala (tanje vrbove šibe, slame, trave, rogoza). Služi za čuvanje ili nošenje manjih ili osetljivih proizvoda (jaja, gljive, hleba), a često se koristi i kao ukrasni predmet.
- Koška[2] je vrsta košare s podlogom od drveta i jednom ravnom stranom. Naziv se koristi u nekim područjima Hrvatske (Pokuplje, Hrvatsko zagorje, Podravina).
- Korpa[3][4] je sinonim za košaru. Naziv potiče od nemačke reči korb, odnosno latinske corbis. Deminutiv je "korpica".
- Sepet (sepetka) je regionalni naziv za košaru, poreklom iz turskog jezika.

## Izrada
Načelno se primenjuju dve tehnike pletenja, zavisno od korišćenog materijala i veličine predmeta:
- Pletenje s kosturom primenjuje se pri korišćenju šiba: oko kostura koji čine zrakasto raspoređene i ukrštene deblje šibe prepliću se tanje elastične šibe. Ovom tehnikom pletu se koševi, košare, te predmeti koji nisu koševi (demižoni, kolevke i drugi nameštaj).
- Spiralno pletenje primenjuje se pri radu s tanjim i elastičnim materijalima: strukovi slame (obično ražene) slažu se i spiralno upliću. Ovom tehnikom izrađuju se manje košare i košarice, te razni ukrasni predmeti.

## Spoljašnje veze
- Tradicionalni zanati na veb strani „Šokački portal“